# اسکاتی تو هاتی
اسکاتی تو هاتی (انگلیسی: Scotty 2 Hotty؛ زادهٔ ۲ ژوئیهٔ ۱۹۷۳) کشتی‌گیر کشتی حرفه‌ای، و آتش‌نشان اهل ایالات متحده آمریکا است.